# جوزيف أ. وولف
جوزيف أ. وولف (بالإنجليزية: Joseph A. Wolf)‏ هو رياضياتي أمريكي، ولد في 18 أكتوبر 1936 في شيكاغو في الولايات المتحدة.